# Golfe Juan (schilderij)
Golfe Juan is een schilderij uit 1896 van de Franse kunstschilder Paul Signac (1863-1935) in de stijl van het pointillisme. Het schilderij meet ongeveer 65 bij 81 centimeter, is gemaakt in olieverf op doek en geeft een blik op de bocht Golfe Juan nabij de badplaats Golfe-Juan aan de Côte d'Azur. 
Het zeegezicht is geschilderd in neo-impressionistische stijl. Uitgebeeld is een kustweg met uitzicht op een baai, die in bleekroze ochtendlicht gehuld is. Rechts ziet men een in warm, oranje licht gedompelde rotsformatie met overhangende boomkruinen. De voorgrond van het zeegezicht toont een bocht in de weg en ligt in de schaduw, die door middel van koele kleuren is weergegeven. Aan de overzijde van de baai wordt de suggestie van een kustplaats gewekt met een oranje dak en witte bebouwing tegen een paarsroze bergkam. Op het water ziet men links twee oranje - en in het midden een wit zeil van vissersboten. Ter linkerzijde wordt het uitzicht omsloten door twee rijzige bomen, waarvan de kruinen door de rand van het schilderij worden afgesneden. Het voorste gedeelte van de boomkruin is naturalistisch groen, het achterste contrasteert in diepblauw tegen de bleekgele lucht aan de bovenrand van het schilderij. Linksonder ziet men een lage wegmarkering in blauw licht en een naar rechts weglopende strook bermbegroeiing, die ten dele in tegenlicht is weergegeven.
Het schilderij bevindt zich in het Worcester Art Museum in Worcester, Massachusetts, in de Verenigde Staten.